# Georges Maspero
Pour les articles homonymes, voir Maspero.
René Gaston Georges Maspero, né le 21 août 1872 à Paris et mort le 21 septembre 1942 à Saint-Tropez (Var), est un sinologue, décoré de la Légion d'honneur.

## Biographie
Georges Maspero est le fils de l'égyptologue Gaston Maspero et le demi-frère du sinologue Henri Maspero.
Il entre en 1891 à l'École coloniale et suit des cours à l'École des langues orientales, apprenant le chinois et l'annamite.
Administrateur des services civils de l'Indochine française à partir de 1894, il commence sa carrière à Phnom Penh dans le Protectorat du Cambodge. En 1903, il est nommé en Cochinchine et devient correspondant-délégué de l'École française d'Extrême-Orient (EFEO),. De 1915 à 1918, il est résident-maire de Haïphong dans le Protectorat du Tonkin et devient en 1920 résident supérieur intérimaire du Cambodge.
Fort de sa formation à l’École des Langues Orientales, il devient en 1927 le premier président de l'Association des élèves, anciens élèves et amis de l'École des langues orientales (d) (AAEALO), une fonction qu'il occupera jusqu'en 1938, année où Joseph Hackin lui succédera à la présidence.
En 1936, il est fait commandeur de la Légion d'honneur et est élu membre de l'Académie des sciences coloniales en 1936.

## Publications
- Tableau chronologique des souverains de l'Annam, E. J. Brill, 1894
- Histoire ancienne des peuples de l'Orient classique,  Librairie Hachette et Cie., 1895
- Grammaire de la langue k̲hmère (cambodgien), Imprimerie Nationale, 1915
- La Chine, Delagrave, 1918, prix Marcelin-Guérin de l’Académie française en 1919
- Le Royaume de Champa, G. Van Oest, 1928
- Un empire colonial français, l'Indochine, G. Van Oest, 1929

## Source
- Pierre Gourou, Georges Maspero : Un Empire colonial français : l'Indochine (compte-rendu), Bulletin de l'École française d'Extrême-Orient, 29e année, 1929, pp. 349-352.
- E. Porée-Maspero, Nécrologie : Georges Maspero (1872-1942)? Bulletin de l'École française d'Extrême-Orient, 43e année, 1943, pp. 155-161
- laos.efeo.fr